# Рябчик гірський
{{#ifeq:0|0|{{#if:|{{#if:Fritillariamontana|[[]}}|}}}}
Ря́бчик гірськи́й (Fritillaria montana) — багаторічна рослина родини лілійних. Вид занесений до Червоної книги України у статусі «Зникаючий». Декоративна культура.

## Опис
Трав'яниста рослина 16-55 см заввишки, геофіт, ефемероїд. Бульбоцибулина куляста, 2-2,5 см завширшки, інколи утворює столони. Стебло прямовисне, з лінійно-ланцетними або ланцетними листками. Верхні три листки зближені під квіткою, решта чергові або зближені по два, закручені.
Квітки поодинокі (зрідка по 2), пониклі, запашні. Оцвітина широка, дзвоникоподібна, коричнево-пурпурова, усередині жовтувата з шаховим малюнком. Листочки оцвітини завдовжки 1,8-3,2 см, з жолобкуватими нектарниками посередині кожної пелюстки. Плід — оберненояйцеподібна коробочка, біля основи звужена в коротку ніжку.

## Екологія
Рослина помірно вологолюбна, з досить широкою амплітудою толерантності до ступеня освітленості. Зростає на схилах різної крутизни, орієнтованих на схід, захід і південь, у розріджених лісах (переважно дубових і букових), чагарникових заростях, штучних насадженнях листяних порід, на субальпійських і ксерофітних луках, узліссях і галявинах. Віддає перевагу сухим або помірно зволоженим дерново-карбонатним чи вилуженим чорноземам, інколи трапляється на вапняках, мергелях, гіпсах, рендзинах, пісках, силікатних, серпентинитових й офіолітових ґрунтах. Висотний діапазон становить 80-1800 м над рівнем моря.
Цвітіння відбувається на півдні ареалу у березні-квітні, в Україні — у квітні-травні. Плодоносить у травні-липні. Розмножується насінням та вегетативно.

## Поширення
Рябчик гірський належить до представників центрально-південноєвропейської флори. Його ареал охоплює південно-східну Францію, Балканський півострів, Італію, Австрію, південь Угорщини та північно-західне Причорномор'я, зокрема Румунію, Болгарію і Молдову. В Україні вид знаходиться на північно-східній межі поширення, тому нечисленні ізольовані популяції цієї рослини можна віднайти лише у Середньому і Південному Подністров'ї. Осередки рябчика гірського виявлені біля сіл Біляївка Одеської області, Устя і Велика Слобідка Хмельницької області, Михайлівка Чернівецької області. Також у Чернівецькій області оселища розташовані на околицях міста Сокиряни і в урочищі Шебутинський Яр. Усі вони налічують по кілька тисяч особин.

## Значення і статус виду
Рябчик гірський внесено до Додатку І Бернської конвенції. За межами України він охороняється у Франції, Греції, Сербії, Італії, Молдові. Найбільше відновленню рослин перешкоджають збирання квітів для букетів, викопування цибулин, витоптування, сільськогосподарське освоєння територій, поширення хвойних насаджень. В Україні вид охороняють в Національному природному парку «Подільські Товтри» й заказнику «Шебутинський Яр», культивують в ботанічному саду Чернівецького університету.
Як декоративна рослина рябчик гірський мало відомий, хоча його вирощування не складніше, ніж інших представників роду.

## Систематика
Рябчик гірський вперше описаний 1832 року в Італії. Його часто плутають з Fritillaria orientalis, Fritillaria tenella і Fritillaria degeniana, описаними, відповідно, на Кавказі у 1805, 1808 роках і в Сербії у 1906 році. В науковій літературі можна зустріти альтернативні думки стосовно статусу цих таксонів: радянські і сербські вчені розглядали їх як окремі види, в той час як у Франції, Боснії і Герцеговині ці види об'єднують під назвою Fritillaria orientalis Adams.

## Синоніми
- Fritillaria caussolensis Goaty & Pons ex Ardoino
- Fritillaria degeniana J.Wagner
- Fritillaria gawleri Jaub. & Spach
- Fritillaria intermedia N.Terracc.
- Fritillaria orientalis auct. non Adam
- Fritillaria orsiniana Parl.
- Fritillaria pollinensis N.Terracc.
- Fritillaria pyrenaica var. multiflora Ker Gawl.
- Fritillaria tenella var. intermedia (N.Terracc.) Fiori
- Fritillaria tenella var. micrantha Beck ex Fiori & Paol.
- Fritillaria tenella subsp. orsiniana (Parl.) Nyman
- Fritillaria tenella var. orsiniana (Parl.) Fiori
- Fritillaria tenella var. pollinensis (N.Terracc.) Fiori[1]